# Isosticta
Isosticta is een geslacht van libellen (Odonata) uit de familie van de Isostictidae.

## Soorten
Isosticta omvat 7 soorten:
- Isosticta banksi Tillyard, 1913
- Isosticta gracilior Lieftinck, 1975
- Isosticta handschini Lieftinck, 1933
- Isosticta humilior Lieftinck, 1975
- Isosticta robustior Ris, 1915
- Isosticta spinipes Selys, 1885
- Isosticta tillyardi Campion, 1921